# عبدالصبور خدمت
عبدالصبور خدمت (زاده ۱۳۴۸ از مرکز ولایت فراه) سیاستمدار افغانستان و نماینده مردم ولایت فراه در دوره شانزدهم مجلس نمایندگان است. وی در مجلس شانزدهم نمایندگان افغانستان عضو کمیسیون مصئونیت٬ حقوق و امتیازات اعضای ولسی جرگه می‌باشد.

## زندگی‌نامه
عبدالصبور خدمت زاده ۱۳۴۸ از مرکز ولایت فراه می‌باشد. ایشان دارای مدرک لیسانس در رشته مدیریت و اداره می‌باشد.

## دیگر فعالیت‌ها
دیگر فعالیت‌های ایشان:
- کارمند اداره ملی فراه.
- مسئول دفتر ساحوی موسسه خیریه انجمن انکشافی افغان ADA در ولایت فراه.